# Robert Cecil Martin
Robert Cecil Martin, anche noto informalmente con lo pseudonimo Uncle Bob ("Zio Bob") (1952), è un informatico statunitense.
Opera come consulente a livello internazionale ed è autore di numerosi libri nei settori dell'ingegneria del software e della programmazione a oggetti. È uno dei padri delle metodologie agili, e ha introdotto fra l'altro i cinque principi SOLID della programmazione a oggetti. Ha fondato Object Mentor, una società di consulenza su temi come C++, Java, progettazione a oggetti, UML, sviluppo agile e extreme programming.

## Opere
- Designing Object-Oriented C++ Applications using the Booch Method, Prentice-Hall, 1995, ISBN 0-13-203837-4.
- Agile Software Development: Principles, Patterns and Practices, Pearson Education, 2002, ISBN 0-13-597444-5.
- UML for Java Programmers, Prentice Hall, 2003, ISBN 978-0-13-142848-5.
- Clean Code: A Handbook of Agile Software Craftsmanship, Prentice Hall PTR, 2008, ISBN 0-13-235088-2.
- The Clean Coder: A Code of Conduct for Professional Programmers, Prentice Hall, 2011, ISBN 0-13-708107-3.
- Clean Architecture: A Craftsman's Guide to Software Structure and Design, Prentice Hall, 2017, ISBN 0-13-449416-4.